# ハンニャ

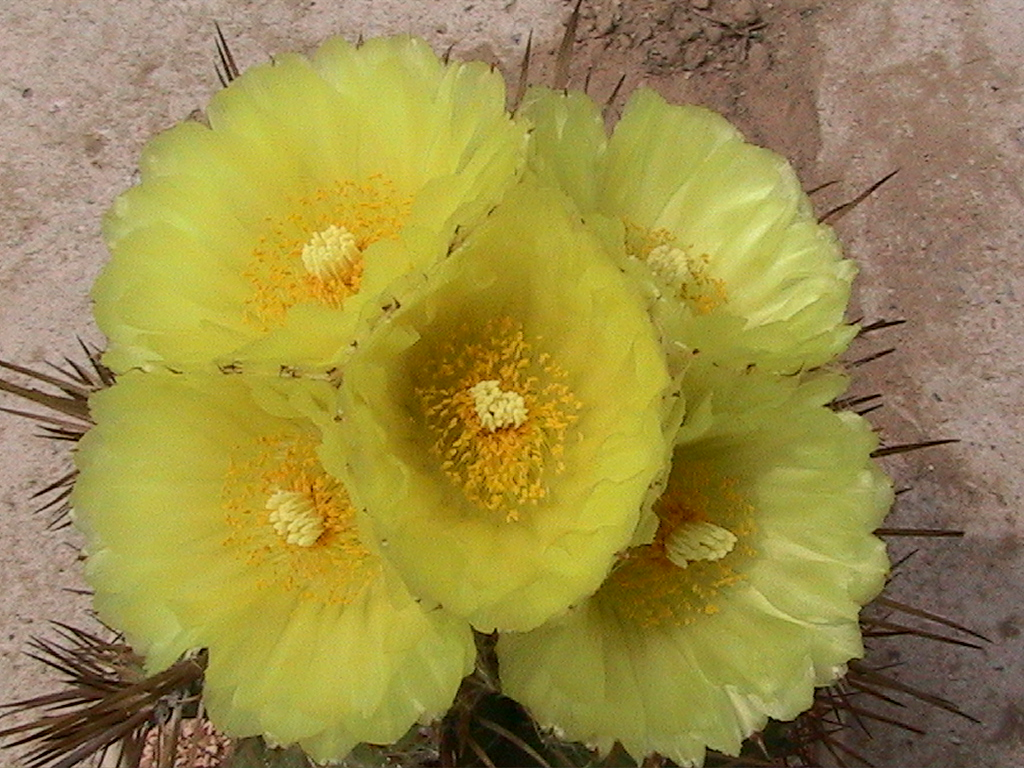
花

ハンニャ（般若、Astrophytum ornatum）は、サボテン科アストロフィツム属（有星類）の一種である。

## 学名の由来
属名はaster（星）とphytus（植物）、種小名は「装飾的な」の意味である。

## 分布
メキシコ合衆国イダルゴ州およびケレタロ州。

## 特徴
アストロフィツム属のなかでは最も大きく生長する植物で、若いうちは腰高の球形だが、成長すると円柱形になり、直径30cm、高さ1m以上になることもある。茎は深緑色で星状のピンドットがあり、鋭角になっている稜は普通8本で、螺旋状にカーブしている。稜に沿っていくつかの刺座があり、鋭い針状の刺が放射状に映えている。「星」の出方は個体によってかなり個性があり、おもしろい模様に出るものは、高値で取引されている。星が全くない「青般若」というのもある。